# Pionosyllis aciculata
Pionosyllis aciculata är en ringmaskart som beskrevs av San Martin 1990. Pionosyllis aciculata ingår i släktet Pionosyllis och familjen Syllidae. Inga underarter finns listade i Catalogue of Life.